# Ограбление (фильм, 2025)
«Ограбление» (англ. The Pickup) — будущий американский фильм-ограбление режиссёра Тима Стори по сценарию Мэтта Мидера и Кевина Берроуза. Главные роли в фильме исполнили Эдди Мерфи и Пит Дэвидсон. Прокатом фильма занимается компания Amazon MGM Studios.

## Сюжет
Подробности сюжета держатся в секрете, но создателями сюжет описан как комедия о грабежах.

## В ролях
- Эдди Мерфи — Рассел
- Пит Дэвидсон — Трэвис
- Кеке Палмер — Зои
- Эндрю Дайс Клэй
- Ева Лонгория
- Исмаэль Круз Кордова
- Джек Кеси
- Маршон Линч
- Роман Рейнс

## Производство
О начале работы над фильмом стало известно в марте 2023 года, на главную роль был приглашён Эдди Мерфи. Тим Стори стал режиссёром и продюсером фильма через свою компанию The Story Company. Джон Дэвис и Джон Фокс также продюсируют фильм через компанию Davis Entertainment. Эдди Мерфи и Шарисса Хьюитт-Уэбстер продюсируют фильм через Eddie Murphy Productions.
В декабре 2023 года к актёрскому составу присоединились Кеке Палмер и Пит Дэвидсон. В феврале 2024 года к актёрскому составу присоединились Эндрю Дайс Клэй, Ева Лонгория, Исмаэль Круз Кордова, Джек Кеси и Маршоун Линч.
Съёмки начались в апреле 2024 года в Атланте. Во время съёмок одной из экшн-сцен произошёл несчастный случай: столкнулись бронированный грузовик и легковой автомобиль, в результате чего оба автомобиля перевернулись, а несколько членов съёмочной группы получили травмы.

## Выход
Фильм будет выпущен на Amazon Prime Video 6 августа 2025.